# Di2
Di2（ディーアイツー）は、シマノが開発・製造する自転車用の電動コンポーネントシステムである。「Digital Integrated Intelligence」の略称であり、デジタル制御によって統合された知能的な変速システムを特徴とする。

## 概要
Di2は、従来のスチール製シフトケーブルに代わり、電気信号を用いて変速機（ディレイラー）を作動させるシステムである。スイッチからの信号が電線を介してディレイラーに送られ、内蔵されたモーターが正確かつ迅速にチェーンを移動させる。これにより、ライダーは指先での軽いボタン操作だけで、天候や走行状況に左右されない安定した変速性能を得ることができる。
当初は主にロードバイクのレース用ハイエンドモデルに採用されていたが、技術の進化とコストダウンに伴い、現在ではマウンテンバイク（MTB）やグラベルロード向けのコンポーネントにもその技術が展開されている。

## 歴史
- 2001年 - Di2の基礎技術が、初心者向けのコンフォートバイク用コンポーネント「NEXAVE C910」で初めて市販化された。オートマチックシフティング機能を備えていた。
- 2009年 - ロードバイク用コンポーネントの最高峰である「デュラエース」の7970シリーズに、Di2テクノロジーが初めて本格搭載される[5]。プロロードレースの世界で普及する契機となった。
- 2011年 - セカンドグレードの「アルテグラ」にもDi2（6770シリーズ）が展開され、より多くのサイクリストに普及した。
- 2016年 - DURA-ACE R9150シリーズおよびULTEGRA R8050シリーズの登場により、後述する「シンクロナイズドシフト」機能が初めて搭載された[6]。
- 2021年 - DURA-ACE (R9200シリーズ) とULTEGRA (R8100シリーズ) が12速化されるとともに、シフターとディレイラー間を無線化するセミワイヤレスシステムへと進化を遂げた[7]。
- 2022年 - サードグレードの「105」にもDi2（R7100シリーズ）が導入され、電動コンポーネントがより身近な存在となった。

## 技術的特徴

### E-TUBE PROJECT
E-TUBEは、各コンポーネントを接続するDi2システムのプラットフォームである。電力供給と双方向のデジタル信号通信を1本の電線で行う。専用アプリケーション「E-TUBE PROJECT Cyclist」をスマートフォンやPCにインストールすることで、以下のカスタマイズや設定が可能となる。
- スイッチ機能の割り当て - シフトアップ／ダウンの操作を左右の任意のスイッチに割り当てることができる[9]。
- 変速スピードの調整 - スイッチを押してから変速が完了するまでの速度を複数段階で調整可能[10]。
- 多段変速設定 - スイッチを長押しした際の連続変速枚数を設定できる。
- ファームウェアアップデート - 各コンポーネントのソフトウェアを最新の状態に保つことができる[11]。

### シンクロナイズドシフト
シマノ・シンクロナイズドシフトは、フロントディレイラーとリアディレイラーの変速をシステムが自動的に連携させる機能である。これにより、ライダーは最適なギアの組み合わせを常に維持しやすくなり、変速操作の負担が軽減される。以下の3つのモードを選択できる。
1. マニュアルシフト - ライダーが従来通り、フロントとリアの変速を独立して行うモード。
2. セミシンクロナイズドシフト - ライダーがフロントディレイラーを変速させると、ギア比の急激な変化を緩和するために、リアディレイラーが自動的に最適なギアへ変速するモード[14]。
3. フルシンクロナイズドシフト - ライダーはリアディレイラーのシフトアップ／ダウン操作のみを行う。リアのギアポジションに応じて、システムが最も効率的なギアレシオを判断し、フロントディレイラーを自動で変速させるモード。

### オートトリム
フロントディレイラーには、リアのギアポジションに応じてチェーンとの接触を避けるために、プレートの位置を自動で微調整する「オートトリム機能」が搭載されている。これにより、チェーン鳴りなどのノイズを気にすることなく、ライディングに集中できる。

### ワイヤレスコックピット
12速Di2システム（R9200、R8100、R7100シリーズ）では、シフトレバーと他のコンポーネント間の接続がワイヤレス化された。これにより、ハンドル周りの配線が不要となり、組み立ての簡素化とクリーンな外観を実現している。バッテリーはフレーム内に収納され、そこから前後ディレイラーへは有線で接続されるセミワイヤレス方式を採用し、安定した電力供給と確実な変速動作を両立している。

## 利点と欠点

### 利点
- 正確で素早い変速 - モーターによる駆動のため、常に正確で素早い変速が可能。悪天候や泥などの影響を受けにくい。
- 軽い操作力 - 指先でボタンを押すだけの軽い力で変速できるため、長距離ライドでの疲労を軽減する[16]。
- メンテナンス性の向上 - シフトケーブルの伸びや摩擦劣化といった機械式特有のトラブルがなく、一度設定すれば長期間にわたって調整が不要。
- 高いカスタマイズ性 - E-TUBE PROJECTにより、スイッチの機能や変速動作を自分の好みに合わせて細かく設定できる。
- 拡張性 - スプリンタースイッチやサテライトスイッチといった追加の変速スイッチをハンドルバーの任意の位置に増設できる。

### 欠点
- 価格 - 機械式コンポーネントと比較して高価である。
- バッテリー管理 - 定期的な充電が必要。バッテリーが切れると変速ができなくなる。ただし、バッテリー残量が少なくなると、まずフロントディレイラーが動作を停止し、リアディレイラーのみが作動するフェイルセーフ機能が備わっている。
- 重量 - 機械式に比べて、バッテリーやモーターの分だけ若干重量が増加する傾向にある。
- トラブルシューティングの複雑さ - 断線や電子的な不具合が発生した場合、出先での修理が困難な場合がある[17][18]。

## ラインナップ
Di2テクノロジーは、シマノの様々なグレードのコンポーネントに採用されている。

### ロードバイク / グラベルロード用
- デュラエース
- アルテグラ
- 105
- GRX

### マウンテンバイク用
- XTR
- DEORE XT